# 羅斯人

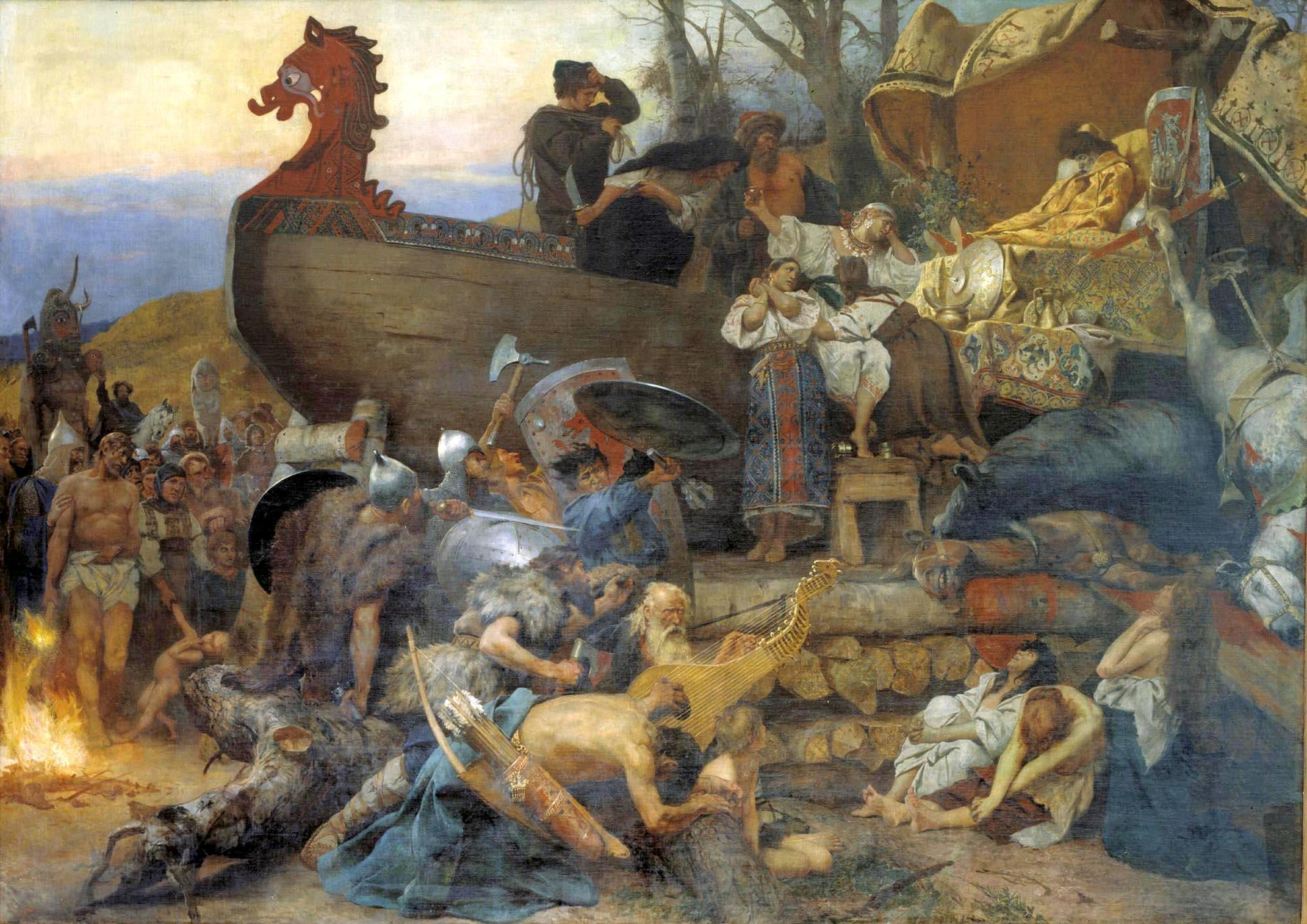
阿拉伯旅行家艾馬德·本·法德蘭在十世紀到訪東歐時所記錄的羅斯貴族的葬禮

羅斯人（古東斯拉夫語：Рѹсь；現代白俄羅斯語、俄語、卢森尼亚语和烏克蘭語：Русь，羅馬化：Rus；古諾斯語：Garðar；希臘語：Ῥῶς，羅馬化：Rhos）是一個古老民族，是烏克蘭、俄羅斯和白俄羅斯的居民對他們的稱呼。他們的出身和身份有很大的爭議。某些俄羅斯學者認為羅斯是一個東南斯拉夫部落在基輔州創立的一個部落聯盟，但大部分西方史家均認為他們是來自北歐瑞典一帶的維京人。根據俄羅斯最早歷史書往年紀事，提及羅斯人從海上抵埗，他們在首領留里克領導下建立公國，到奧列格時攻下基輔，打下了日後基輔羅斯的基礎。

## 詞源
根據普遍的理論，羅斯一字來自芬蘭人的語言Ruotsi，即是划槳手。

## 歷史
859年，是海盜在北歐的快速發展的時代。在波羅的海東部和在瑞典定居的瓦良格人後逐漸融入斯拉夫部落中。
在瓦良格人帶來了瑞典的語言和文化，尤其是其獨特的符文寶石。大多數的符文寶石保存到今天。符文石中刻著許多著名的探險家的旅程，甚至到戰士和旅行家的一生。
古挪威人曾在羅斯造成深遠的影響，特別是語言方面，如yabeda（抱怨的人），SKOT（黃牛）和鞭子（knútr）。 

## 經濟
根據阿拉伯史料，羅斯人完全靠搶劫為生，不耕種土地，經常襲擊斯拉夫人和芬蘭部落，把他們送到巴格達，基輔和君士坦丁堡出售換取白銀，也出售紫貂和松鼠皮，這在希臘人和阿拉伯人中需求量很大。